# Hibiscus rectiflorus
Hibiscus rectiflorus är en malvaväxtart som beskrevs av Henry Hurd Rusby. Hibiscus rectiflorus ingår i Hibiskussläktet som ingår i familjen malvaväxter. Inga underarter finns listade i Catalogue of Life.